# Ivo Bystřičan
Ivo Bystřičan (* 5. února 1980 Frýdek-Místek) je český režisér, scenárista, dramaturg a publicista.

## Život
Vystudoval sociologii a sociální politiku – sociální práci na Fakultě sociálních studií Masarykovy univerzity v Brně a poté dokumentární tvorbu na FAMU. Pracoval jako filmový komentátor, šéfredaktor časopisu Nový Prostor, videoreportér týdeníku Respekt, sociolog v neziskovém sektoru a analytik ve Výzkumném ústavu práce a sociálních věcí. Pravidelně píše a namlouvá komentáře pro Českou televizi, Český rozhlas a Deník Referendum. Věnuje se zejména režii dokumentárních filmů a televizních sérií. Společně se svou ženou Terezou Swadoschovou pořádají Inspirační fórum, které je součástí Mezinárodního festivalu dokumentárních filmů v Jihlavě. Je autorem podcastu Základka, realizovaný společně se Scio školou v Kolíně. Se svou ženou a dětmi žije v Kolíně.

## Filmografie (výběr)
- 2007 – Sikora. Malá osobní marketingový epos
- 2010 – Doba měděná – studentský film
- 2011 – Všechny příští Černobyly – televizní film[4]
- 2012 – Atomová víra – televizní film z cyklu Ta naše povaha česká
- 2013 – Mých posledních 150 000 cigaret – televizní film
- 2014 – Dál nic
- 2014 – Jan Fischer – Hlavně slušně – epizoda televizního dokumentárního cyklu Expremiéři
- 2019 – Otevřená pevnost – televizní dokument
- 2021 – Industrie – televizní série
- 2022 – Neviditelné krajiny – dokumentárně-konceptuální film (společně s Václavem Havelkou, Lukášem Likavčanem, Sarou Pinheiro, Magnúsem Bergssonem)
- 2024 – Česko na drogách – televizní série